# حاشیه

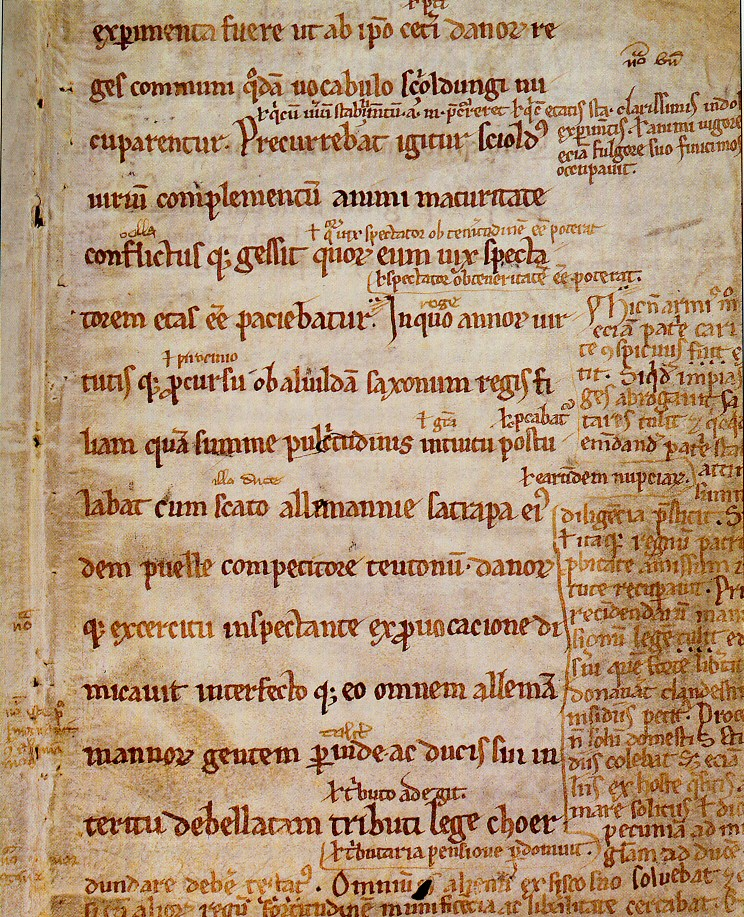
حاشیه، متنی به صورت حاشیه‌نگاری است که یا در متن اصلی (زیر خطوط) یا در کناره آن نوشته می‌شود.

حاشیه (لاتین: glossa) و (به انگلیسی: gloss) متن و نوشته کوتاهی است که اغلب به صورت حاشیه‌نگاری یا بین خطوط، برای توضیح معنای یک کلمه یا تکه‌ای از متن، نوشته می‌شود. این حاشیه می‌تواند به زبان متن اصلی یا متفاوت از آن باشد. 